# Giacomo Andrea Abbà
Giacomo Andrea Abbà (Farigliano, 1780 – Torino, 1836) è stato un filosofo italiano.
Allievo di Giovanni Battista Benone, gli succedette nella cattedra di logica e metafisica dell'Università di Torino.
Partendo dalla filosofia di John Locke, ritiene che i dati empirici forniti dall'esperienza siano alla base della conoscenza umana, ma che le idee si formino attraverso un'elaborazione di questi elementi empirici da parte dell'anima umana, che utilizza categorie logiche indipendenti dall'esperienza.
Abbà entrò in polemica con Antonio Rosmini a proposito del suo Nuovo saggio sull'origine delle idee mettendo in dubbio la veridicità del suo sistema. Rosmini controbatté alle critiche nel Diario filosofico di Adolfo, VII, G.A.A.(pubblicato in Riv. rosminiana, III [1908], pp. 1-8).

## Opere
- Elementa logices et metaphysices, Taurini, Stamperia reale, 1832.
- Delle cognizioni umane: trattato del teol.o coll.o Abbà, Torino, Canfari, 1835.
- Lettere a Filomato sulle credenze primitive e sulla filosofia sino a Socrate scritte dal teologo coll.o Abbà, Torino, Canfari, 1835.